# Giro d’Italia 1969
Der 52. Giro d’Italia wurde in 24 Abschnitten und 4037 Kilometern vom 16. Mai bis zum 8. Juni 1969 ausgetragen und vom Italiener Felice Gimondi gewonnen. Von den 130 gestarteten Fahrern erreichten 81 das Ziel in Mailand.
Auf Grund eines positiven Dopingtests wurde der Träger des Maglia rosa Eddy Merckx nach der 16. Etappe von der Rundfahrt ausgeschlossen und konnte so seinen Titel aus dem Vorjahr nicht verteidigen. Schlechtes Wetter führte zum Abbruch der 20. Etappe.

## Verlauf
| Etappe | von                  | nach                 | km       | Gewinner               | Maglia rosa        |
| ------ | -------------------- | -------------------- | -------- | ---------------------- | ------------------ |
| 1      | Garda                | Brescia              | 140      | Giancarlo Polidori     | Giancarlo Polidori |
| 2      | Brescia              | Mirandola            | 180      | Davide Boifava         | Davide Boifava     |
| 3      | Mirandola            | Montecatini Terme    | 188      | Eddy Merckx            | Giancarlo Polidori |
| 4      | Montecatini Terme    | Montecatini Terme    | 21 (EZF) | Eddy Merckx            | Giancarlo Polidori |
| 5      | Montecatini Terme    | Follonica            | 194      | Albert Van Vlierberghe | Giancarlo Polidori |
| 6      | Follonica            | Viterbo              | 198      | Franco Cortinovis      | Giancarlo Polidori |
| 7      | Viterbo              | Terracina            | 206      | Eddy Merckx            | Giancarlo Polidori |
| 8      | Terracina            | Neapel               | 133      | Marino Basso           | Giancarlo Polidori |
| 9      | Neapel               | Potenza              | 183      | Michele Dancelli       | Eddy Merckx        |
| 10     | Potenza              | Campitello Matese    | 254      | Carlo Chiappano        | Eddy Merckx        |
| 11     | Campobasso           | Scanno               | 165      | Franco Bitossi         | Eddy Merckx        |
| 12     | Scanno               | Silvi Marina         | 180      | Ugo Colombo            | Silvano Schiavon   |
| 13     | Silvi Marina         | Senigallia           | 166      | Marino Basso           | Silvano Schiavon   |
| 14     | Senigallia           | San Marino (SMR)     | 185      | Franco Bitossi         | Eddy Merckx        |
| 15     | Cesenatico           | San Marino (SMR)     | 49 (EZF) | Eddy Merckx            | Eddy Merckx        |
| 16     | Parma                | Savona               | 228      | Roberto Ballini        | Eddy Merckx        |
| 17     | Celle Ligure         | Pavia                | 182      | Ole Ritter             | Felice Gimondi     |
| 18A    | Pavia                | Zingonia             | 115      | Marino Basso           | Felice Gimondi     |
| 18B    | Zingonia             | San Pellegrino Terme | 100      | Marino Basso           | Felice Gimondi     |
| 19     | San Pellegrino Terme | Folgaria             | 248      | Italo Zilioli          | Felice Gimondi     |
| 20     | Trient               | Marmolata            | 230      | Annulliert             | Felice Gimondi     |
| 21     | Rocca Pietore        | Cavalese             | 131      | Claudio Michelotto     | Felice Gimondi     |
| 22     | Cavalese             | Folgarida            | 150      | Vittorio Adorni        | Felice Gimondi     |
| 23     | Folgarida            | Mailand              | 257      | Attilio Benfatto       | Felice Gimondi     |

## Endstände
| Sieger        | Felice Gimondi     | 106:47:03 h |
| Zweiter       | Claudio Michelotto | + 3:35 min  |
| Dritter       | Italo Zilioli      | + 4:48 min  |
| Vierter       | Silvano Schiavon   | + 7:01 min  |
| Fünfter       | Ugo Colombo        | + 11:54 min |
| Sechster      | Michele Dancelli   | + 14:05 min |
| Siebter       | Aldo Moser         | + 20:05 min |
| Achter        | Primo Mori         | + 20:25 min |
| Neunter       | Rudi Altig         | + 23:45 min |
| Zehnter       | Franco Bitossi     | + 31:36 min |
| Punktewertung | Franco Bitossi     | 182 P.      |
| Zweiter       | Marino Basso       | 166 P.      |
| Zweiter       | Michele Dancelli   | 129 P.      |
| Bergwertung   | Claudio Michelotto | 330 P.      |
| Zweiter       | Italo Zilioli      | 250 P.      |
| Dritter       | Felice Gimondi     | 230 P.      |
| Teamwertung   | Molteni            |             |